# Casinaria sordidata
Casinaria sordidata är en stekelart som beskrevs av Maheshwary och Gupta 1977. Casinaria sordidata ingår i släktet Casinaria och familjen brokparasitsteklar. Inga underarter finns listade.